# Kaylee McKeown
Kaylee Rochelle McKeown (Redcliff, 12 luglio 2001) è una nuotatrice australiana.
Anche sua sorella, Taylor, è una nuotatrice.

## Carriera

### 2017-2021: dalle prime affermazioni alle Olimpiadi di Tokyo
Kaylee McKeown ha partecipato, all'età di 16 anni, ai mondiali di Budapest 2017 vincendo la medaglia d'argento nella staffetta 4x100m misti mista. Ha inoltre disputato i 200m dorso mancando il podio per 0"28 e stabilendo il nuovo record mondiale juniores col tempo 2'06"76, mentre non è riuscita a superare le batterie dei 400m misti classificandosi al 16º posto.
Reduce dai Giochi del Commonwealth di Gold Coast 2018 e dai Campionati panpacifici 2018, nel mese di ottobre dello stesso anno ha preso parte alle Olimpiadi giovanili di Buenos Aires laureandosi campionessa nei 50m dorso, vicecampionessa nei 100m dorso, e guadagnando un ulteriore argento nella staffetta 4x100m misti e il bronzo nei 200m dorso.
Ai mondiali di Gwangju 2019 è giunta seconda nei 200m dorso dietro la statunitense Regan Smith e davanti alla canadese Kylie Masse. Ha poi vinto un'altra medaglia d'argento nella staffetta 4x100m misti, mentre è rimasta fuori dal podio nei 50m dorso col quarto posto e nei 100m dorso col quinto posto.
Il 13 giugno 2021, durante i trails olimpici nazionali, sigla il nuovo record del mondo nei 100m dorso con il tempo di 57"45.
Alle Olimpiadi di Tokyo, McKeown riesce ad aggiudicarsi la medaglia d'oro sia nei 100 metri dorso (con il record olimpico) che nei 200 metri dorso. Negli eventi in team, ottiene un altro oro nella 4x100m misti e una medaglia di bronzo nella 4x100m misti mista. 

### 2022-
Nei mondiali di Budapest, McKeown  si laurea campionessa del mondo nei 200 metri dorso, arrivando davanti alle americane Bacon e White. Inoltre, porta a casa altre tre medaglie d'argento nei 200 metri misti (dietro ad Alexandra Walsh), nella 4x100 metri misti e nella 4x100 metri misti mista. Nei giochi del Commonwealth, invece, l'australiana ottiene quattro ori, un argento e un bronzo. Conclude l'anno partecipando ai casalinghi mondiali in vasca corta di Melbourne, dove vince l'oro nei 100 e 200 metri dorso e il bronzo nei 200 metri misti. In staffetta si aggiudica l'oro nei 4x50 metri misti e l'argento nei 4x100 metri misti. 
Il 10 marzo 2023 firma, nel corso degli State Open Championships di Sydney, il nuovo record del mondo nei 200m dorso con il tempo di 2'03"14. Ai mondiali di Fukuoka, Kaylee diviene parte della storia femminile, riuscendo ad aggiudicarsi, in una sola edizione della rassegna, i 50m, i 100m e i 200m dorso. Per quanto riguarda gli eventi in staffetta vince l'argento nella 4x100 misti mista. Il 20 ottobre durante la tappa finale di Coppa del Mondo a Budapest sigla il nuovo record del mondo sui 50m dorso in 26"86. Il giorno successivo si ripete, migliorando anche il suo record del mondo sui 100m dorso, con il crono di 57"33.
Durante le Olimpiadi di Parigi del 2024 vince nuovamente la medaglia d'oro nei 100 metri e nei 200 metri dorso, confermando i titoli conquistati tre anni prima a Tokyo e stabilendo - con il crono di 57"33 nel primo caso, e di 2'03"73 nel secondo - anche i nuovi record olimpici. In questo modo diventa, peraltro, la prima atleta australiana della storia in grado di aggiudicarsi quattro ori olimpici a livello individuale. Durante la stessa rassegna arriva anche seconda nella staffetta 4x100 metri mista e terza nei 200 metri misti e nella 4x100 metri misti mista. Il 26 settembre 2024 - durante i campionati nazionali australiani - sigla, in 54"56, il nuovo record del mondo in vasca corta dei 100 metri dorso.
Ai mondiali di Singapore del 2025 si aggiudica altri due ori iridati, salendo sul gradino più alto del podio nei 100 metri dorso in 57"16 e nei 200 metri dorso in 2'03"33 (nuovo record dei campionati in entrambi i casi).

## Palmarès
- Giochi olimpici

Tokyo 2020: oro nei 100m dorso, nei 200m dorso e nella 4x100m misti, bronzo nella 4x100m misti mista.
Parigi 2024: oro nei 100m dorso e nei 200m dorso, argento nella 4x100m misti, bronzo nei 200m misti e nella 4x100m misti mista.
- Mondiali:

Budapest 2017: argento nella 4x100m misti mista.
Gwangju 2019: argento nei 200m dorso e nella 4x100m misti.
Budapest 2022: oro nei 200m dorso, argento nei 200m misti, nella 4x100m misti e nella 4x100m misti mista.
Fukuoka 2023: oro nei 50m dorso, nei 100m dorso e nei 200m dorso, argento nella 4x100m misti e nella 4x100m misti mista.
Singapore 2025: oro nei 100m dorso e nei 200m dorso, argento nella 4x100m misti.
- Mondiali in vasca corta:

Melbourne 2022: oro nei 100m dorso, nei 200m dorso e nella 4x50m misti, argento nella 4x100m misti e bronzo nei 200m misti
- Giochi del Commonwealth

Birmingham 2022: oro nei 100m dorso, nei 200m dorso, nella 4x100m misti e nella 4x100m misti mista, argento nei 200m misti, bronzo nei 50m dorso.
- Giochi olimpici giovanili

Buenos Aires 2018: oro nei 50m dorso, argento nei 100m dorso e nella 4x100m misti, bronzo nei 200m dorso.
- Vincitrice della Coppa del Mondo nel 2023

## Riconoscimenti
- Atleta dell'anno World Aquatics: 2023
- World Swimmer of the Year: 2023
- Pacific Rim Swimmer of the Year: 2023, 2024